# Bernis, Gard
Bernis là một xã trong vùng Occitanie, thuộc tỉnh Gard, quận Nîmes, tổng Vauvert. Tọa độ địa lý của xã là 43° 45' vĩ độ bắc, 04° 17' kinh độ đông. Bernis nằm trên độ cao trung bình là 16 mét trên mực nước biển, có điểm thấp nhất là 12 mét và điểm cao nhất là 101 mét. Xã có diện tích 12,80 km², dân số vào thời điểm 1999 là 2657 người; mật độ dân số là 207 người/km².

## Thông tin nhân khẩu
| 1962 | 1968  | 1975  | 1982  | 1990  | 1999  |
| ---- | ----- | ----- | ----- | ----- | ----- |
| 929  | 1.081 | 1.480 | 2.220 | 2.502 | 2.657 |